# Културно-историјски центар „Српска круна”
Културно-историјски центар "Српска круна" из Крагујевца је удружење грађана које се бави очувањем Националне културе и организацијом концерата, изложби и промоција српског стваралаштва. 
У својим радионицама негује и чува од заборава све оно што је лепо и драгоцено што се вековима чувало у српском народу и што је део националног идентитета.

## Одсеци
- Музичка уметност
- Иконографија
- Златовез
- Обредни хлебови
- Дуборез
- Радионица традиционалног украшавања икона, ордења и медаља савремене православне уметности
- Уметничко осликавање васкршњих јаја[2]
- Сликарство
- Народни вез
- Клуб ћирилице
- Сликање на свили
- Ткање
- Сликање на стаклу
- Обредни пешкири
- Калиграфија
- Књижевни клуб
- Стари занати – ковано гвожђе
- Прес-служба

## Признања која додељује
- Мајсторско писмо - Признање које се додељује у спомен очувања српске културе, духа, најбољих мајсторских остварења, обичаја, језика, мисли, лепоте, племенитости и јединства у добрим делима.[3]

Симболика: У основи "Мајсторског писма" је крст. Девојка, као централна фигура представља стваралаштво. Са леве и десне стране, раширених руку, она држи правду и мир, маслинову гранчицу и ловоров венац. Четири штита одсликавају стање Србије: прва два означавају српску државност. Са леве стране је штит који симболизује уметност, а онај десно еснафе, односно занате. Девојка на глави има круну, а то значи да је стваралаштво крунисано. Одевена је веома луксузно, али има диван појас на белој хаљини са грчким мотивима. Она је боса, и то се по јеванђељу лако тумачи. Наиме, када је Мојсије отишао код Бога и узео десет заповести, Господ му је казао да изује сандале јер хода светом земљом.
- Српски витез - Признање које се додељује у част јубилеја шесто двадесет година од Косовске битке у спомен палим ратницима, за част, достојанство, витештво, славу и вечност имена српског.[4]
- Ђурђевдански венац - Признање које се додељује у знак признања за доследно сведочење хришћанске православне и светосавске вере и за истрајни рад на очувању српског имена, језика, писма, културе и традиције.
- Светосавски венац - Признање које се додељује достојном чувару српског националног и културног бића и походитељу светлих стаза светосавских и хришћанских.[5]
- Признање за грађанске заслуге - признање које се додељује у спомен очувања српске културе, духа, најбољих мајсторских остварења, обичаја, језика, мисли, лепоте, племенитости и јединства у добрим делима.
- Слово љубве - Признање које се додељује у част јубилеја навршених шест векова бесмртнога песничкога залога деспота Стефана Високог, у знак посвећености и доследности богољубљу и хуманим начелима, за величје културне и духовне нам баштине, и родољубље које на равне части у витештво и песништво гледа.
- Слово љубве (мање) - Признање које се додељује за очување и неговање вековне традиције српске баштине и свеукупан допринос развоју града Крагујевца – завичаја модерне Србије.
- Давидова харфа - Признање које се додељује за трајни допринос и успешно стваралаштво у музичкој уметности.
- Христодарје - Признање које се додељује у знак доприноса за трајне вредности стваралаштва, уметности и културе српског народа у одређеној области.
- Добродарје - Признање које се додељује у част јубилеја – сто деведесет пет година престоног Крагујевца, завичаја модерне Србије.
- Велика повеља признања добродарје српству - Признање које се додељује у част јубилеја – двеста година од подизања Првог српског устанка у Србији, за узвишено поштовање праху оца Србије Вожда Карађорђа, који је Србину својом душом наду пунио и државност поставио.
- Свети ратници - Признање које се додељује за част, храброст, витештво и неговање традиције српских ослободилачких ратова.
- Златна круна - Признање које се додељује за стваралачки допринос на очувању националне и духовне баштине.

## Руководство и оснивачи
- Мирјана Раденковић - Генерални секретар
- Доцент мр Војислав Спасић - Председник
- Верица Ракита - Директор одсека за дуборез
- Проф. Љубиша Јовановић (Професор кларинета) - Директор музичке уметности
- Ненад Коренчић (Бата) - Прес центар